# Robert Leibbrand
Robert Leibbrand (* 1. Mai 1901 in Stuttgart; † 25. Januar 1963 in Ost-Berlin) war ein deutscher Politiker der KPD.

## Leben

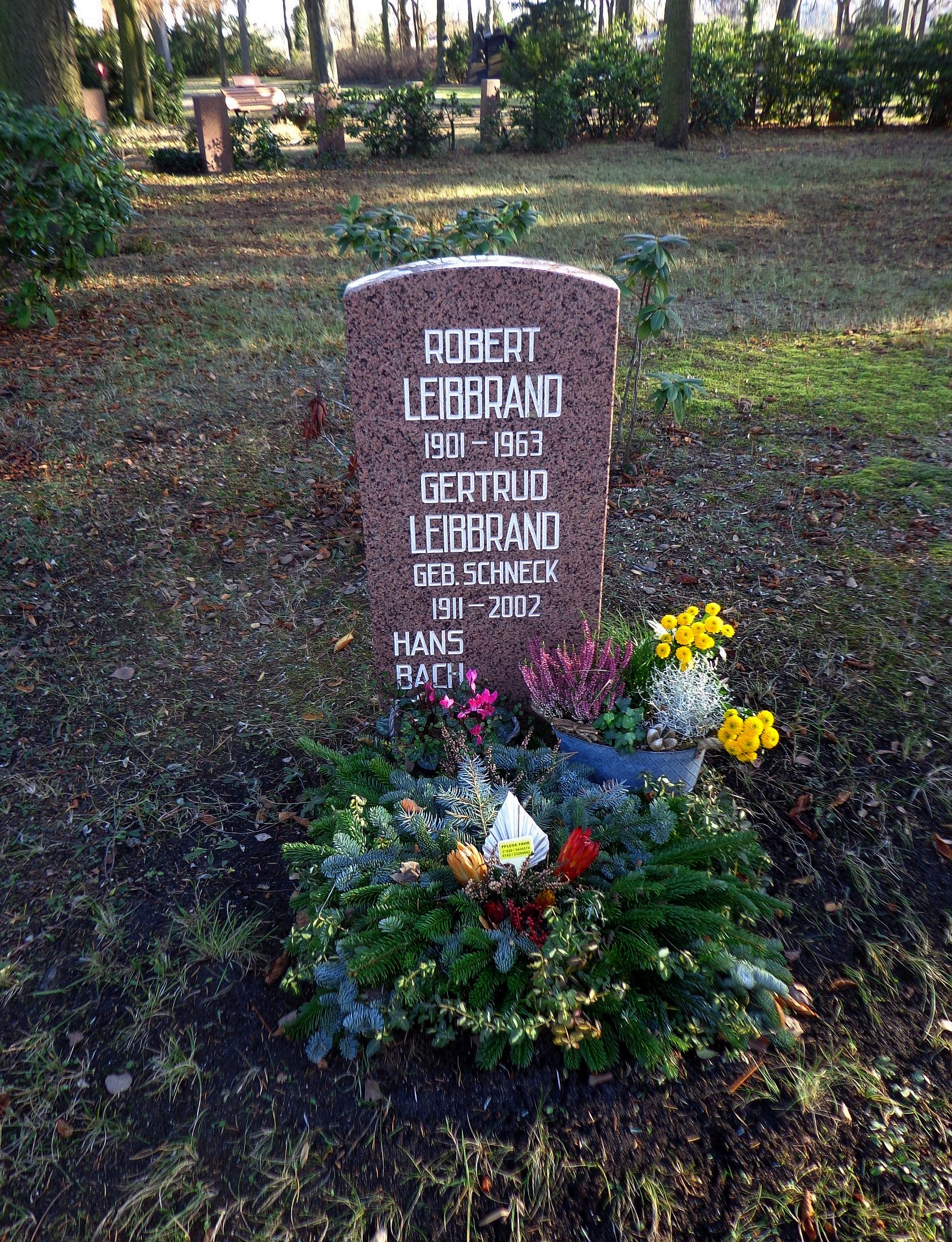
Grabstätte

Leibbrand, Sohn eines Straßenbahnarbeiters, war von 1923 bis 1929 ZK-Mitglied des Kommunistischen Jugendverbandes Deutschlands, nachdem er bereits ab 1922 hauptamtlicher Sekretär der Bezirksleitung in Ostpreußen war. Nach Auseinandersetzungen mit Kurt Müller und Heinz Neumann schied er aus der KJD-Führung aus. Nachdem er zunächst arbeitslos war, wurde er 1931 Redakteur im Verlag für Literatur und Politik in Berlin. Nach der Machtergreifung der Nationalsozialisten wurde er in den Konzentrationslagern Natzweiler-Struthof und Buchenwald inhaftiert.
Nach 1945 war Leibbrand, der umgehend zur Führungsspitze der württembergischen Kommunisten gehörte, ab 1949 1. Sekretär der Landesleitung (also Landesvorsitzender) der KPD in Württemberg-Baden und wurde im Februar 1951 durch die Parteispitze abgelöst, weil ihm vorgeworfen wurde, im Wahlkampf die sowjetische Linie in der Deutschlandpolitik nicht hinreichend vertreten zu haben. Dem Deutschen Bundestag gehörte er seit dessen erster Wahl 1949 bis zum 26. Januar 1950 an. Von 1946 bis zum 21. Januar 1950 gehörte er dem Landtag von Württemberg-Baden an und war dort zeitweise Fraktionsvorsitzender.
In erster Ehe heiratet er 1923 Anna Leibbrand, mit der er einen Sohn Walter (* 1924) hatte, die Ehe wurde 1938 geschieden. Seine zweite Ehefrau Gertrud Strohbach, mit der er später in die DDR übersiedelte, war wie er kurzzeitig (1951–1953) Mitglied des Bundestages.
In der DDR arbeitete Robert Leibbrand als stellvertretender Abteilungsleiter im Institut für Marxismus-Leninismus beim ZK der SED. 1957 wurde er mit dem Vaterländischen Verdienstorden in Silber und 1961 mit dem Orden Banner der Arbeit ausgezeichnet. Seine Urne wurde in der Grabanlage „Pergolenweg“ des Zentralfriedhofs Friedrichsfelde in Berlin-Lichtenberg beigesetzt.

## Veröffentlichungen
- Buchenwald. Ein Tatsachenbericht zur Geschichte der deutschen Widerstandsbewegung. Europa-Verlag, Stuttgart (= Dokumente der Bösen, Band 2).
- Das Revolutionsjahr 1848 in Württemberg. Verlag Das Neue Wort, Stuttgart 1948.